# Ciel (film)
Pour plus de détails, voir Fiche technique et Distribution.
Ciel (Ουρανός (Ouranos)) est un film grec réalisé par Takis Kanellopoulos et sorti en 1962.
Meilleure photographie troisième Semaine du cinéma grec (1962) de Thessalonique et pour l'Union des critiques grecs de cinéma (1962). Il fut présenté au Festival de Cannes 1963. Prix d'argent au Festival de cinéma de Naples (1963). Prix du Ministère de la Culture : meilleure réalisateur et meilleure producteur à la cinquième Semaine du cinéma grec (1964).

## Synopsis
L'itinéraire des simples soldats morts lors de la guerre italo-grecque depuis leur vie en temps de paix puis lors des combats et enfin leur mort lors de la retraite. Le film suit deux hommes interprétés par Takis Emmanuel et Faidon Georgitsis. Ils laissent leur femme derrière eux en Macédoine. Alors qu'ils rêvaient du bonheur familial, ils souffrent et meurent sans savoir pourquoi.

## Fiche technique
- Titre : Ciel
- Titre original : Ουρανός (Ouranos)
- Réalisation : Takis Kanellopoulos
- Scénario : Takis Kanellopoulos et Giorgos Kitsopoulos
- Photographie : Grigoris Danalis et Giovanni Varriano
- Montage : Takis Kanellopoulos
- Direction artistique :
- Costumes :
- Musique : Argyris Kounadis (el)
- Production : Vassilia Drakakis
- Société de production :
- Pays d'origine :  Grèce
- Genre : Film dramatique, Film de guerre
- Format : Noir et blanc — 35 mm — 1,37:1 — Son : Mono
- Durée : 87 minutes
- Dates de sortie : 
  -  Grèce : septembre 1962 (Festival international du film de Thessalonique)
  -  France : mai 1963 (Festival de Cannes)

## Distribution
- Aimilia Pitta - Sofia
- Faidon Georgitsis (el) - Stratos
- Takis Emmanuel - Giagos
- Eleni Zafeiriou (en)
- Niki Triantafillidi - Anthoula
- Lambrini Dimitriadou
- Giorgos Fourniadis
- Kostas Karagiorgis (el)
- Christoforos Malamas
- Costas Messaris - (Kostas Angelou)
- Lazos Terzas
- Stávros Tornés
- Nikos Tsachiridis (el)